# Gulfstream G280
De Gulfstream G280 (afgekort G280) is een Israëlisch/Amerikaanse tweemotorige turbofan zakenjet. Het vliegtuig voor 10 passagiers is ontworpen en gebouwd door Israel Aerospace Industries voor het Amerikaanse Gulfstream Aerospace. De eerste vlucht vond plaats op 11 december 2009. Er zijn sinds 2009 totaal 200 stuks van gebouwd. Het toestel is nog in productie. De fabricage vindt voor het grootste deel plaats in Israël, de afwerking van het interieur en spuitwerk gebeurt in Dallas (Texas).

## Ontwerp
Het ontwerp van de G280 is ontstaan uit de Gulfstream G200. Oorspronkelijk zou de nieuwe aanduiding G250 worden, maar dit is later veranderd in G280. Ten opzichte van de G200 heeft het toestel meer binnenruimte. Dit is bereikt door de achterste brandstoftank in de romp te verwijderen. De G280 heeft nieuwe Honeywell HTF7250G motoren, nieuwe t-staart en verbeterde anti-ice voorzieningen. De nieuwe vleugel heeft hetzelfde profiel als de G550. De G280 heeft een vliegbereik van 6.667 km. De benodigde startbaanlengte bedraagt 1.448 meter, 64 meter minder dan zijn G200 voorganger.
Het vliegtuig concurreert in de markt voor zakenjets met de Bombardier Challenger 300 en de Cessna Citation X.